# Mariä Empfängnis (Adldorf)

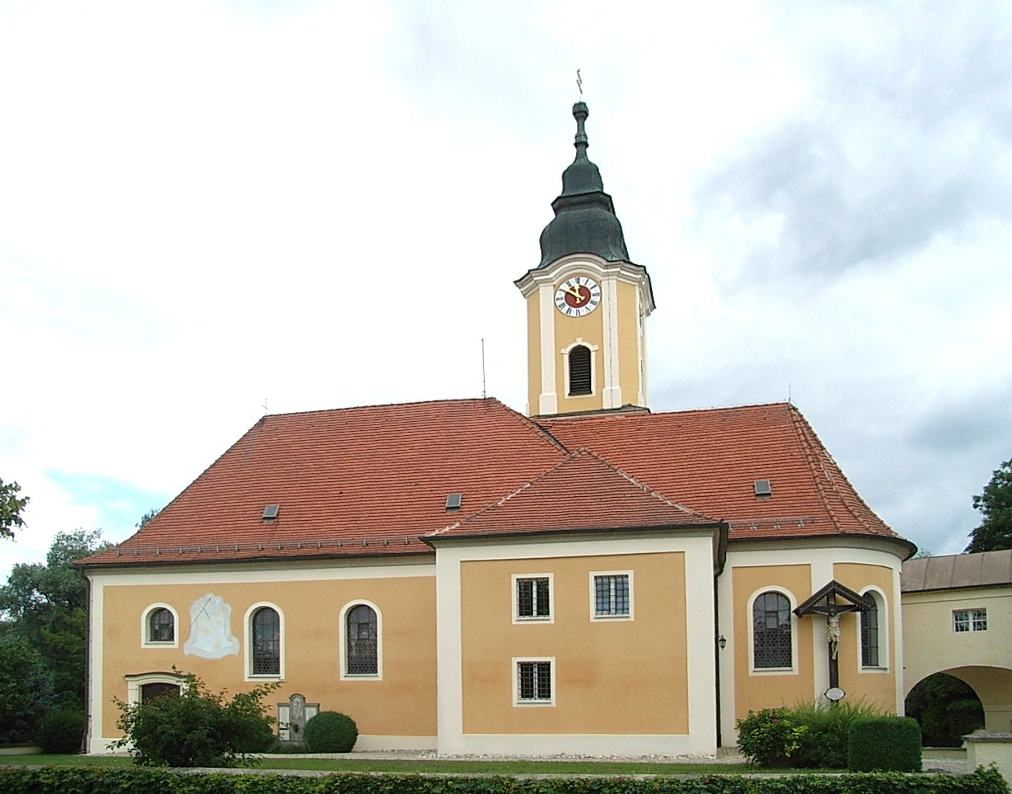
Mariä Empfängnis in Adldorf

Die römisch-katholische Pfarrkirche Mariä Empfängnis steht in Adldorf, einem Gemeindeteil des Marktes Eichendorf im niederbayerischen Landkreis Dingolfing-Landau. Sie ist in der Liste der Baudenkmäler in Eichendorf unter der Nr. D-2-79-113-12 eingetragen. Die Kirche gehört zum Dekanat Pfarrkirchen im Bistum Passau.

## Beschreibung
Die barocke Saalkirche wurde 1736/37 nach einem Entwurf von Johann Georg Hirschstötter anstelle einer Vorgängerkirche erbaut. Sie besteht aus dem Langhaus zu drei Jochen, dem halbkreisförmig geschlossenen Chor im Osten und der Sakristei, in deren Obergeschoss sich eine Kapelle zu zwei Jochen und ein Oratorium befinden, an der Südwand des Chors. Der Chorflankenturm steht an der Nordwand des Chors. Sein oberstes Geschoss enthält den Glockenstuhl mit vier Glocken und die Turmuhr. Darauf sitzt eine Welsche Haube.
Langhaus und Chor sind durchgehend mit Flachdecken überspannt. Das Fresko an der Decke im Chor zeigt die Heilige Dreifaltigkeit, im Langhaus ist die Verkündigung des Herrn dargestellt. Die Altäre, die Kanzel und das Taufbecken stammen aus der Bauzeit der Kirche. Sie bestehen überwiegend aus Stuckmarmor.